# Skopin
Skopin (ros. Скопи́н) – miasto w Rosji, w obwodzie riazańskim, 109 km na południe od Riazania. Centrum administracyjne rejonu skopińskiego, w którego skład nie wchodzi, stanowiąc wydzielony okręg miejski obwodu riazańskiego.
W 2012 r. okręg miejski Skopin liczył 29 900 mieszkańców.

Miasto znane z produkcji ceramiki artystycznej i garncarstwa.